# Doassansiopsis horiana
Doassansiopsis horiana är en svampart som först beskrevs av Henn., och fick sitt nu gällande namn av Y.Z. Shen 1934. Doassansiopsis horiana ingår i släktet Doassansiopsis och familjen Doassansiopsidaceae.   Inga underarter finns listade i Catalogue of Life.